# Pio VII e Napoleone

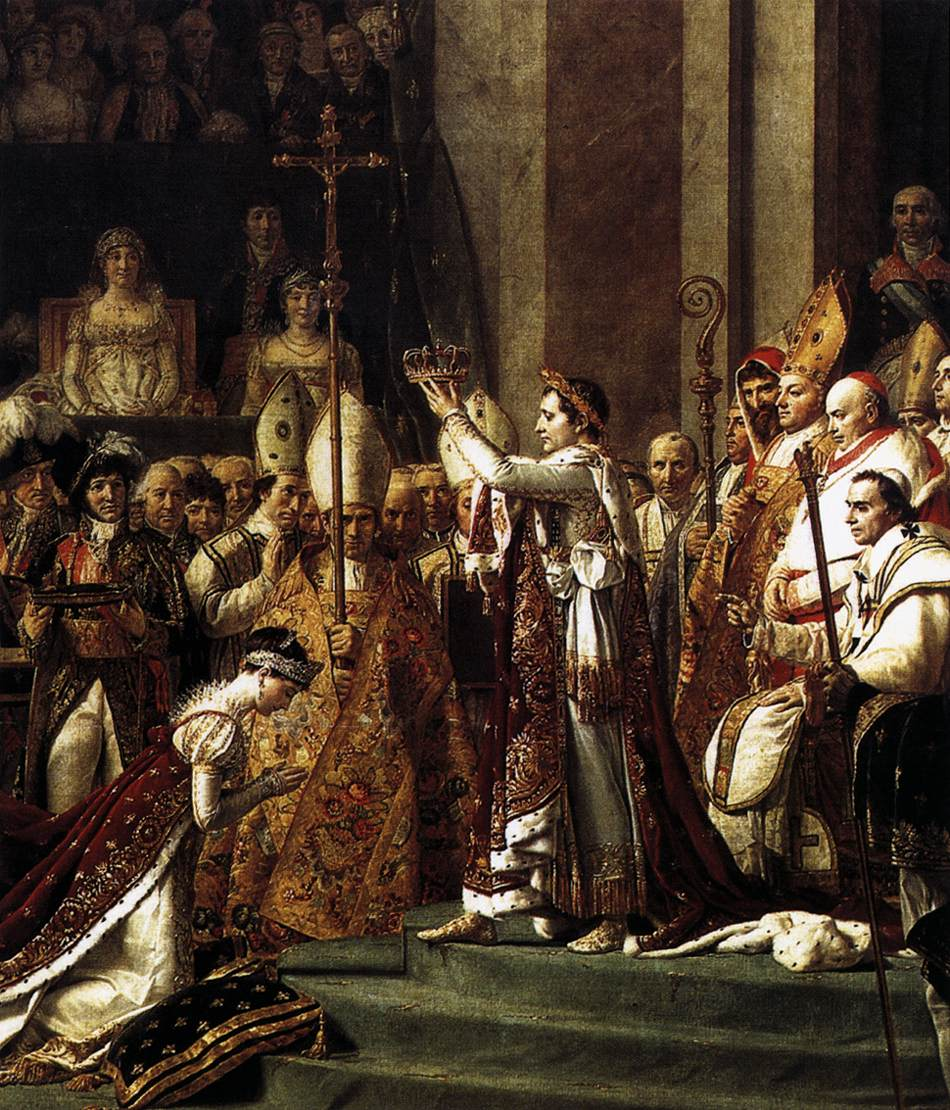
Jacques-Louis David, L'incoronazione di Napoleone, 1805, Museo del Louvre.
Dettaglio in cui si vedono, tra gli altri, Napoleone Bonaparte, papa Pio VII e Giuseppina di Beauharnais

## L'elezione di Pio VII
Il 14 marzo 1800, il Conclave dei cardinali si riunì a Venezia (città libera dal dominio francese e sotto l'autorità di Vienna e del Sacro Romano Impero), per eleggere il nuovo papa, dopo la morte di Pio VI. Venne eletto Barnaba Chiaramonti, che scelse il nome di Pio VII. Lo stesso generale rivoluzionario Napoleone Bonaparte si espresse favorevolmente sul « cittadino cardinale Chiaramonti ».
Il nuovo papa scelse come segretario di stato il cardinale Ercole Consalvi e come politica la fermezza nei principi, l'adattamento alle circostanze. Primo atto del nuovo papa fu di ritornare a Roma non appena possibile. In secondo luogo, riuscì ad ottenere dal governo di Napoleone la firma di un concordato tra Santa Sede e Repubblica Francese.

## Il Concordato con la Francia del 1801
I motivi che spinsero il primo console a ristabilire le relazioni con la Santa Sede (rotte col papa precedente) furono sostanzialmente tre:
1. la convinzione che la Francia, soprattutto la Francia rurale, voleva restare cattolica;
2. la sua esperienza italiana lo confermò nell'idea che religione e Chiesa potevano essere un valido strumento di governo;
3. inoltre, la sua vittoria a Marengo (14 giugno 1800) lo metteva in una posizione di forza per negoziare con Roma.

D'altra parte, Pio VII, pur agendo con estrema prudenza, vedeva nel concordato la possibilità di ridare alla Francia larga libertà, uscendo vittoriosa sulla Chiesa costituzionale e sulla persecuzione.
Il negoziato che si aprì fu piuttosto laborioso e lungo. Per volere di Bonaparte i lavori iniziarono a Parigi nel novembre 1800, ma solo con l'arrivo del Consalvi nella capitale si arrivò ad un accordo, il 15 luglio 1801.
Le principali clausole furono:
- la religione cattolica è riconosciuta come la religione della maggioranza dei francesi; non è affermata la religione di Stato;
- da parte sua, la Santa Sede riconosce la repubblica come forma legittima di governo;
- si garantisce il libero esercizio della religione e del culto cattolico (art. 1); questo comportò l'abolizione di tutte le misure restrittive precedenti;
- il papa procede alla destituzione di tutti i vescovi francesi (art. 3): 59 vescovi costituzionali e 92 vescovi sopravvissuti all'Ancien régime dovevano farsi da parte;
- si procede pure alla ristrutturazione delle circoscrizioni ecclesiastiche (art. 2): le sedi vescovili francesi si ridurranno a 60 (coincideranno con i dipartimenti, istituiti da Napoleone), e le parrocchie a 3000 (prima erano più di trentamila);
- spetta al primo console nominare i vescovi; segue l'istituzione canonica del papa (art. 4);
- i vescovi prestano giuramento di fedeltà alla repubblica e alla sua costituzione (art. 6);
- i parroci sono nominati direttamente dai vescovi (art. 10);
- i beni ecclesiastici venduti rimangono nelle mani dei nuovi proprietari (art. 13);
- lo stato provvede al sostentamento economico del clero (art. 14).

Il concordato, che non parla affatto degli ordini e delle congregazioni religiose, resterà in vigore fino al 1905 e rappresenta per la Chiesa, prima di tutto il superamento della fase critica rivoluzionaria, ma soprattutto l'affermazione del primato di giurisdizione del papa ed insieme un colpo mortale per le aspirazioni gallicane (vedi gallicanesimo).

## La ratifica del Concordato
Restava il problema della sua ratifica da parte dei due governi. A Roma la commissione cardinalizia reclamò subito delle modifiche; ma Consalvi fece capire che non si poteva sperare altro miglioramento (realismo storico).
A Parigi, Bonaparte esitava a proporre alle camere l'accordo e per mettere a tacere le opposizioni il 18 aprile 1802 fece promulgare solennemente il concordato, accompagnato però da 77 articoli, detti «organici», che rappresentavano un vero e proprio codice di diritto ecclesiastico di chiaro spirito gallicano («Il gallicanesimo buttato dalla porta si riaffacciava dalla finestra», G. Martina). Infatti:
- ogni decisione romana doveva sottostare al placet del governo francese;
- si dovevano insegnare i quattro articoli gallicani nei seminari;
- era ristabilito lo jus appellationis, ossia il ricorso alle autorità civili contro le decisioni di un tribunale ecclesiastico;
- l'ordinazione dei sacerdoti era sottoposta a precisi controlli;
- era permesso un solo catechismo per tutta la Francia;
- si affermava la precedenza obbligatoria del matrimonio civile su quello religioso.

Di fronte a questa impennata gallicana, Pio VII innalzò una energica protesta, ma poi capì realisticamente che era meglio non insistere, sotto pena di dover rimettere in discussione tutto.

## Il Concordato con l'Italia del 1803
L'Italia, non facendo parte della Repubblica Francese, era esclusa dal concordato del 1801.
La vecchia Repubblica Cisalpina alla fine del 1801 fu riorganizzata col nome di Repubblica Italiana e nel primo articolo della nuova costituzione Napoleone fece riconoscere la religione cattolica come religione di stato. Inoltre affidò ad un gruppo di giuristi ecclesiastici il compito di elaborare la legge organica per il clero della nuova repubblica. Questa si ispirava al concordato francese, ma in genere fu più favorevole alla Chiesa (restituzione dei beni ecclesiastici non alienati, possibilità di ricevere dotazioni a capitoli e seminari, piena giurisdizione del clero sul matrimonio).
Questa legge venne sanzionata con il concordato del 16 settembre 1803, ancor più favorevole alla Chiesa che non la Costituzione del 1802.

## Il conflitto tra Pio VII e Napoleone
All'inizio di maggio del 1804 Napoleone veniva proclamato imperatore dei Francesi. Pio VII, malgrado l'opposizione della Curia Romana, decise di recarsi personalmente a Parigi (mai un papa si era recato a Vienna o in Germania per incoronare un imperatore; semmai era avvenuto il contrario), perché convinto che un incontro diretto con l'Imperatore avrebbe portato quest'ultimo ad alcune modifiche della costituzione repubblicana. Se da questo punto di vista il papa andò incontro ad una totale delusione, nondimeno riuscì ad acquistare prestigio presso il popolo francese, che lo accolse calorosamente, scortato dalle sue guardie nobili: era, infatti, dai tempi del periodo avignonese del papato (XIV secolo) che i francesi non avevano più visto un papa.
Ben presto, però, l'accordo tra Chiesa e stato entrò in crisi (la consacrazione imperiale sigillò infatti il comune ripudio dell'ideologia rivoluzionaria, il ritorno all'alleanza fra trono ed altare) per il grave conflitto che oppose l'Imperatore francese al papa.
Napoleone voleva infatti trattare il papa così come trattava i suoi vescovi in patria: servirsene per i suoi scopi; nella fattispecie, obbligarlo a porsi dalla sua parte contro le coalizioni europee. Il netto rifiuto di Pio VII portò come conseguenza alle dimissioni di Consalvi volute da Napoleone. Per tutto il 1807 continuarono le intimidazioni imperiali; l'occupazione di Napoli sollevò la protesta papale in difesa dei suoi diritti feudali; di fronte alla pretesa napoleonica di creare 1/3 di cardinali francesi il papa rispose con un altro rifiuto. Allora Napoleone ordinò al generale Miollis di entrare in Roma, ma di lasciare comunque libero il Papa, sperando che sotto la minaccia cedesse. Ma Pio VII si oppose e rifiutò di istituire canonicamente i vescovi nominati dall'imperatore affermando che il Concordato non lo consentiva.

### 1809 - 1814: la prigionia di Pio VII e l'annessione alla Francia
Dopo la vittoria decisiva sull'Austria, Napoleone decretò il 17 maggio 1809 l'annessione dello Stato Pontificio all'Impero francese. Il 10 giugno Pio VII replicò scomunicando tutti i colpevoli del sopruso (senza mai nominare Napoleone). 

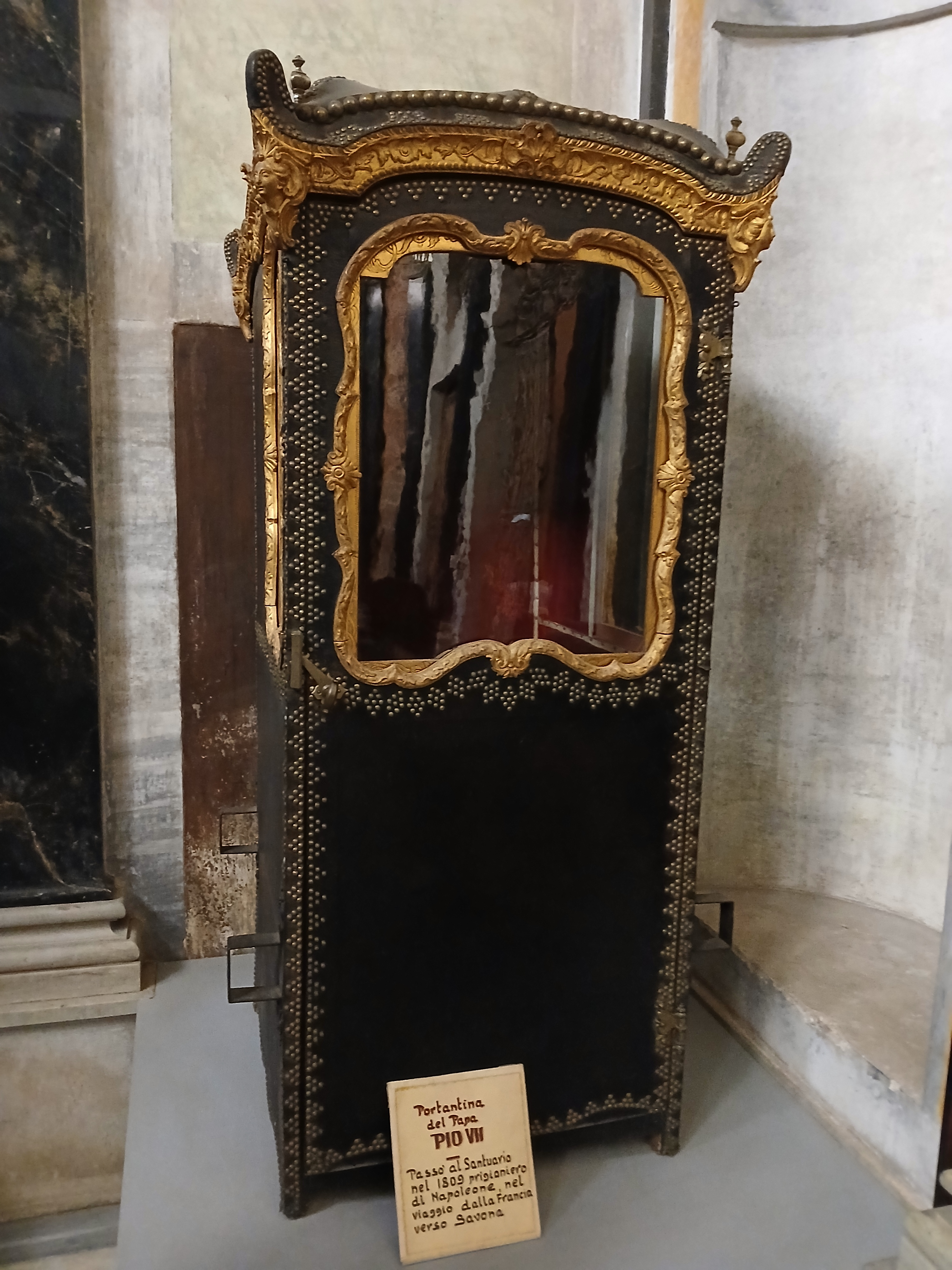
Portantina sulla quale viaggiò Pio VII conservata al santuario di Vicoforte

Dopo poche settimane Pio VII fu arrestato al Quirinale da militari francesi e portato prima in Francia e poi a Savona (passando dal colle di Tenda, Cuneo, Mondovì...) di fatto prigioniero di Napoleone Bonaparte, senza nessun contatto con l'esterno. 

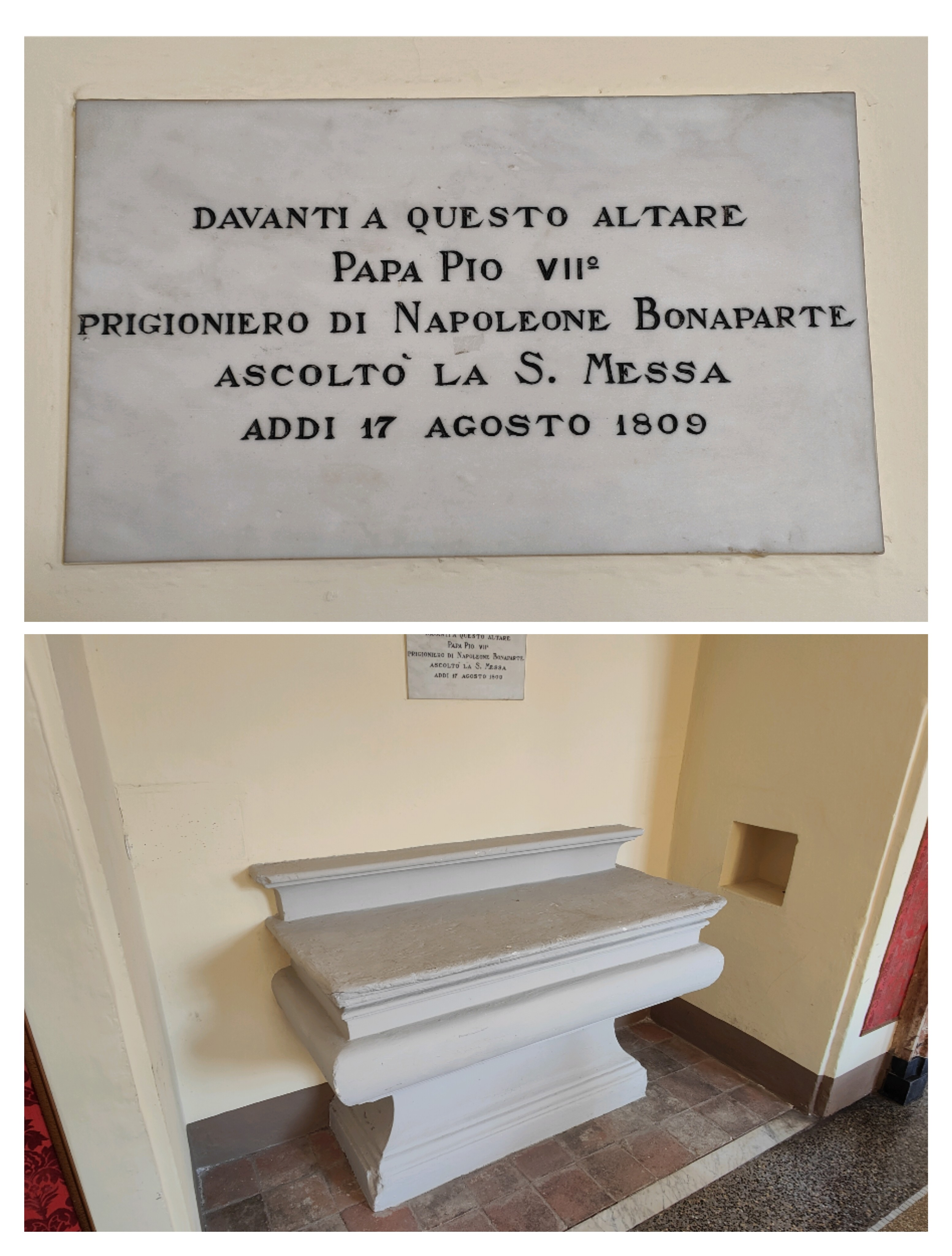
Altare nella sala consiliare del Comune di Millesimo dove Pio VII sostò il 17 Agosto 1809 come prigioniero di Napoleone

Il Collegio dei Cardinali fu portato dapprima a Parigi e poi disperso in diverse città francesi. Lo Stato Pontificio venne suddiviso in dipartimenti e governato alla maniera francese (la Curia era di fatto sciolta).
In Francia la massa del clero e dei fedeli restò a lungo estranea al conflitto. Lentamente, però, iniziò a venire a conoscenza dei particolari e della scomunica. Intanto il rifiuto del papa di dare l'istituzione canonica ai candidati all'episcopato presentati dall'imperatore incominciò a dare i suoi frutti: nell'estate del 1810 già 27 diocesi erano senza pastore. Visto l'inutilità di rivolgersi al Papa, Napoleone, su proposta di una commissione di vescovi e teologi, indisse un concilio nazionale, che si aprì a Parigi il 17 giugno 1811 alla presenza di 140 vescovi. Questi, pur trovando eccessivo l'atteggiamento del Papa, dichiararono che non poteva esserci decreto conciliare valido senza consenso scritto del papa. Anche il concilio, sciolto il 12 luglio e riconvocato il 3 agosto, non trovò via d'uscita al conflitto.
Di ritorno dalla Russia, Napoleone fece trasferire il papa a Fontainebleau. Pio VII, all'estremo delle forze, in un momento di debolezza, si piegò alla persecuzione psicologica di Napoleone firmando un abbozzo di convenzione (25 gennaio 1813), che subito l'imperatore fece spacciare come nuovo concordato e si affrettò a far pubblicare. Ma il 28 gennaio, il Papa in una lettera all'imperatore ritrattò questo suo atto di debolezza.
Ma ormai per Napoleone i giorni erano contati. Il 31 marzo 1814 veniva sconfitto nella Battaglia di Parigi e il 6 aprile abdicava. Il 24 maggio 1814 Pio VII ritornava a Roma acclamato dal popolo.